# Comté de Potter (Texas)
Pour les articles homonymes, voir Comté de Potter.
Le comté de Potter, en anglais : Potter County, est un comté situé au nord de l'État du Texas aux États-Unis. Fondé le 19 novembre 1876 son siège de comté est la ville de Amarillo. Selon le recensement des États-Unis de 2020, sa population est de 118 525 habitants. Le comté a une superficie de 2 387,8 km2, dont 2 352,6 km2 en surfaces terrestres. Il est baptisé en l'honneur de Robert Potter, personnalité politique américaine, secrétaire de la Marine du Texas.

## Organisation du comté
Le comté est fondé le 19 novembre 1876, à partir des terres des comtés de Bexar et de Young. Il est définitivement organisé et autonome, le 30 août 1887. 
Le comté est baptisé en référence à Robert Potter (en),, un homme politique américain et militant pour l'indépendance du Texas, provisoirement secrétaire de la Marine du Texas, en 1836.

## Géographie

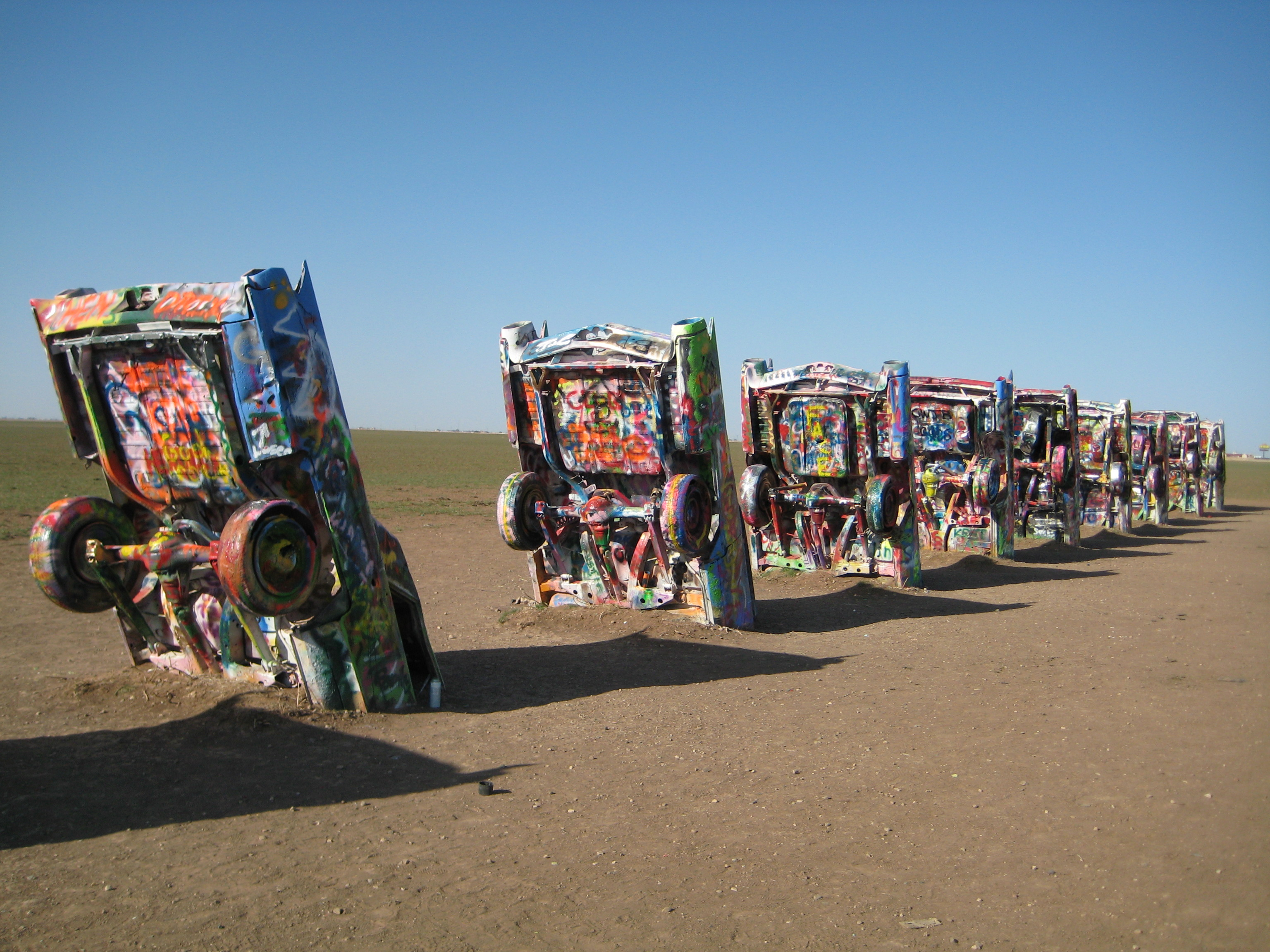
Le Cadillac Ranch à Amarillo.

Le comté de Potter se situe au nord de l'État du Texas, aux États-Unis,.
Il a une superficie totale de 2 387,8 km2, composée de 2 352,6 km2 de terres et de 35,2 km2 de zones aquatiques.
L'altitude varie de 914 m à 1 158 m.

## Comtés adjacents
| Comté d'Hartley     | Comté de Moore   | Comté d'Hutchinson |
| Comté d'Oldham      | comté de Potter  | Comté de Carson    |
| Comté de Deaf Smith | Comté de Randall | Comté d'Armstrong  |

## Démographie
Lors du recensement de 2010, le comté comptait une population de 121 073 habitants. En 2017, la population est estimée à 120 458 habitants,.

Pyramide des âges du comté de Potter (2000).